# M/S Harmony of the Seas
M/S Harmony of the Seas är världens tredje största kryssningsfartyg tillhörande Royal Caribbean International, som levererades från varvet 12 maj 2016. Fartyget är ett lite större systerfartyg till Oasis of the Seas och Allure of the Seas, men lite mindre än systerfartygen Symphony of the Seas och Wonder of the Seas. Fartyget byggdes vid STX Europe i Frankrike. Ombord  finns allt från vattenrutschbanor, robotbar och karusell till linbanor och parker med restauranger.

## Om fartyget
M/S Harmony of the Seas har, liksom sina systerfartyg, att erbjuda passagerarna en enorm mängd aktiviteter och boendevarianter. Bland de senare kan nämnas två-vånings loftsviter och lyxsviter som mäter 150 m2.
Fartyget är  uppbyggt kring flera temaområden, däribland Central Park, Boardwalk och Royal Promenade. Bland nöjen erbjuder skeppet bl.a.:
- En trevåningars huvudrestaurang för 2500 personer
- 12 restauranger totalt
- "Rising tide bar"- En bar som färdas upp och ned mellan tre olika däck ( 6,7,8)
- "Bionic bar" - en bar där drinkarna tillreds av robotarmar. Den serverar även över 1000 drinkar varje dag
- En teater för 1800 personer ( Royal Theater)
- Amfiteater med vattenakrobatik
- Skridskobana ( Studio B)
- Royal Casino
- Tre vattenrutschbanor
- Linbana
- Två surfningssimulatorer
- Två klätterväggar
- Minigolfbana
- Fyra simbassänger
- 16 bubbelpooler
- Volleyboll- och basketbanor
- Löparbana runt fartyget